# Glipidiomorpha fahraei
Glipidiomorpha fahraei es una especie de escarabajo del género Glipidiomorpha. Fue descrito por Maeklin en 1975.